# Chloroclystis dentifera
Chloroclystis dentifera är en fjärilsart som beskrevs av W. Warren 1906. Chloroclystis dentifera ingår i släktet Chloroclystis och familjen mätare. Inga underarter finns listade i Catalogue of Life.